# Nadzeja Papok
Nadzeja Papok, född den 26 april 1989 i Ptsitj, Vitryssland, är en belarusisk kanotist.
Hon tog OS-brons i K-4 500 meter i samband med de olympiska kanottävlingarna 2012 i London.
Vid de olympiska kanottävlingarna 2016 i Rio de Janeiro tog hon en bronsmedalj i K-4 500 meter. Vid olympiska sommarspelen 2020 i Tokyo tog Papok silver i K-4 500 meter.